# Ганиев, Рамиль Маратович
Рами́ль Мара́тович Гани́ев (род. 23 сентября 1968, Янгиабад, Ташкентская область) — советский и узбекский легкоатлет, специалист по многоборьям. Выступал за сборные СССР, СНГ и Узбекистана по лёгкой атлетике в 1990-х годах, чемпион и серебряный призёр Азиатских игр, обладатель серебряной медали чемпионата Азии, победитель и призёр первенств национального значения, рекордсмен Узбекистана в семиборье и десятиборье, участник двух летних Олимпийских игр.

## Биография
Рамиль Ганиев родился 23 сентября 1968 года в городе Янгиабаде Ташкентской области Узбекской ССР.
Впервые заявил о себе на взрослом всесоюзном уровне в сезоне 1989 года, когда на зимнем чемпионате СССР по многоборьям в Волгограде, проходившем в рамках матчевой встречи со сборной ГДР, выиграл бронзовую медаль в программе восьмиборья.
Как член советской национальной сборной в 1990 году принял участие в международных соревнованиях в Софии, где набрал в сумме семиборья 5918 очков, установив тем самым национальный рекорд Узбекистана (до настоящего времени рекорд остаётся непревзойдённым).
В 1992 году в семиборье взял бронзу на зимнем чемпионате СНГ в Санкт-Петербурге, тогда как в десятиборье стал серебряным призёром на летнем чемпионате СНГ в Москве. Благодаря череде удачных выступлений вошёл в состав Объединённой команды, собранной из спортсменов бывших советских республик для участия в летних Олимпийских играх в Барселоне. На Играх набрал в сумме всех дисциплин 8160 очков, расположившись в итоговом протоколе соревнований на восьмой строке.
После распада Советского Союза Ганиев выступал за узбекскую национальную сборную. Так, в 1993 году он завоевал серебряную медаль на чемпионате Азии в Маниле, уступив здесь только своему соотечественнику Олегу Веретельникову, и с результатом в 7734 очка занял 15-е место на чемпионате мира в Штутгарте.
В 1994 году в десятиборье одержал победу на Азиатских играх в Хиросиме.
На чемпионате мира 1995 года в Гётеборге был дисквалифицирован в беге на 110 метров с барьерами и досрочно завершил выступление.
Находясь в числе лидеров легкоатлетической команды Узбекистана, благополучно прошёл отбор на Олимпийские игры 1996 года в Атланте — на сей раз набрал 8318 очков и вновь стал восьмым.
В 1997 году на чемпионате мира в Афинах показал результат в 8445 очков, установив до сих пор никем не побитый национальный рекорд Узбекистана, и занял итоговое пятое место.
На Азиатских играх 1998 года в Бангкоке стал серебряным призёром в десятиборье — здесь вновь был превзойдён Олегом Веретельниковым.
За выдающиеся спортивные достижения награждён орденом «Дустлик» (1996).